# Eprazinon
Az eprazinon (INN: eprazinone) fehér vagy majdnem fehér kristályos por. Köhögési elleni szer és köptető. Akut és krónikus hörghurut, fertőzéses tüdőgyulladás, gümőkór és egyéb légúti betegség esetén alkalmazzák.
Adagolás: szájon át 20–40 mg napi 3–4-szer.
Mellékhatások: alkalmanként szédülés, szájszárazság, émelygés, hányinger.

## Készítmények
Nemzetközi forgalomban:

Dihidroklorid formában:
- Debronc
- Eramux
- Mucitux
- Mucimed
- Mukolen
- Resplen
- Rezinon
- Rozuplen

Hidroklorid formában:
- Eftapan
- Isilung
- Resplen

Kombinációban:
- Eftapan Doxy
- Mucitux Tetracycline
- Eftapan Tetra

Magyarországon nincs forgalomban eprazinon-tartalmú készítmény.